# ريان فيليكس
ريان فيليكس (بالإنجليزية: Ryan Felix)‏ (21 يونيو 1993 بلوس أنجلوس في الولايات المتحدة - ) هو لاعب كرة قدم أمريكي في مركز الدفاع. لعب مع نادي توكسون وOrange County SC ‏.

## وصلات خارجية
- ريان فيليكس على موقع قاعدة بيانات كرة القدم.إي يو (الإنجليزية)